# 1971年のメジャーリーグベースボール
以下は、メジャーリーグベースボール（MLB）における1971年のできごとを記す。
1971年4月5日に開幕し10月17日に全日程を終え、アメリカンリーグはボルチモア・オリオールズ(東地区優勝)が3年連続5度目のリーグ優勝で、ナショナルリーグはピッツバーグ・パイレーツ(東地区優勝)が11年ぶり8度目のリーグ優勝であった。
ワールドシリーズはピッツバーグ・パイレーツが4勝3敗でボルチモア・オリオールズを破り、11年ぶり4度目のシリーズ制覇となった。
1970年のメジャーリーグベースボール - 1971年のメジャーリーグベースボール - 1972年のメジャーリーグベースボール

## できごと
アメリカンリーグ
- 東地区は、オリオールズがマイク・クェイヤー (21勝)、 デーブ・マクナリー (20勝)、ジム・パーマー (20勝)に加えてこの年パドレスから来たパット・ドブソン(20勝)の4人が20勝を達成して「20勝投手カルテット」を形成し、主軸のブルックス・ロビンソン(打率.272・本塁打20本・打点92)、フランク・ロビンソン(打率281・本塁打28本・打点99)、ブーグ・パウエル(打率.256・本塁打22本・打点92)が健在で、101勝で地区3連覇となった。3年連続100勝以上したチームはアメリカンリーグでは1929～1931年までのアスレチックス以来で常勝軍団時代のヤンキースでもなかった記録である。一方西地区は、この年に新監督となったディック・ウィリアムズの下で低迷期を脱したアスレチックスが前年18勝して頭角を現してきたキャットフィッシュ・ハンター(21勝)、21歳の新人ヴァイダ・ブルー(21勝)、そして打撃ではレジー・ジャクソン(打率.277・本塁打32本・打点80)、サル・バンドー(打点94)らが打ち、投打が絡み合って初の地区優勝をした。リーグチャンピオンシリーズは地力で勝る2年連続優勝のオリオールズが勝ち、リーグ3連覇となった。しかし主軸打者3人とも峠を越えてフランク・ロビンソンはシーズン終了後ドジャースへ放出し、やがて地区優勝してもアスレチックスには勝てず、ブーグ・パウエルも4年後インディアンスに移籍した。翌年から投打に有力な人材が揃ったアスレチックスの黄金時代が到来する。
- 個人タイトルは、ツインズのトニー・オリバ (打率 .337・安打164本)が首位打者で3度目の獲得だが途中右ヒザの故障で欠場し最多安打にはなれなかった。またこの年のケガが翌年まで尾を引き、翌1972年はわずか10試合出場したのみであった。オリバはこれが最後のタイトルとなった。同じツインズのハーモン・キルブルー (本塁打28本・打点119)も打点王を獲得したがキルブルーもこれが最後のタイトルとなった。通算500本台に乗せたが、1969年には本塁打49本そして前年41本だったのがこの年から本塁打が減っていった。ホワイトソックスのビル・メルトン(本塁打 33本)が本塁打王でレジー・ジャクソンは1本差の32本で惜しくもタイトルを逃した。ジャクソンは2年前に47本打ったがキルブルーの49本に届かなかった。創設3年目のロイヤルズのエイモス・オーティス(打率.301・打点79・盗塁52)が初の盗塁王となった。オーティスはその後もロイヤルズの主軸として活躍し1980年にはリーグ優勝してワールドシリーズで活躍した。なお優勝したオリオールズから得点王となったドン・ビュフォード (得点99)は2年後の1973年に日本の太平洋クラブライオンズに入団している。タイガースのミッキー・ロリッチ (25勝・奪三振308)が最多勝・最多奪三振で、3年前の1968年ワールドシリーズ第7戦でボブ・ギブソンと投げ合い勝ってシリーズMVPとなったが、ペナントレースではこの1971年のタイトルが唯一となった。またアスレチックスのヴァイダ・ブルー(防御率1.08)が最優秀防御率となり、この他にリーグMVPとサイ・ヤング賞にも選ばれデビュー3年目で大きなタイトルを取ったが、通算209勝して1986年に引退するまでタイトルはこの1971年のみとなった。

ナショナルリーグ
- 東地区は、パイレーツが、ロベルト・クレメンテ(打率.341・本塁打13本・打点86)、 アル・オリバー(打率.282・本塁打14本・打点64)、 ウィリー・スタージェル(打率.295・本塁打48本・打点125)、投手にドック・エリス(16勝)、スティーブ・ブラス(15勝)、デーブ・ジャスティ(30セーブ)で東地区2連覇となった。カージナルスは2年前にオーランド・セペダと交換でカージナルスに移籍してきたジョー・トーレ(打率.363・本塁打27本・打点137)が活躍して2位に入った。西地区はジャイアンツが防御率はリーグ6位、打率はリーグ7位ながら地区優勝した。40歳になったウィリー・メイズに衰えが目立ち、ウィリー・マッコビーも下降線を辿り始めたが、ボビー・ボンズ(打率.288・本塁打33本・打点102)、投手でゲイロード・ペリー(16勝)、フアン・マリシャル(18勝)がいて、開幕から首位を独走して西地区優勝となった。リーグチャンピオンシリーズはやはりパイレーツが強く、パイレーツのリーグ優勝となった。
- 個人タイトルは、カージナルスのジョー・トーレが首位打者と打点王、パイレーツのウィリー・スタージェルが本塁打王、カージナルスのルー・ブロック(盗塁64)が2年ぶり5度目の盗塁王となった。カブスの ファーガソン・ジェンキンス (24勝)が最多勝、メッツのトム・シーバー (防御率1.76・奪三振289)で2年連続で最優秀防御率と最多奪三振を獲得した。リーグMVPはジョー・トーレが、サイ・ヤング賞はファーガソン・ジェンキンス が選ばれた。

ワールドシリーズ
- 大方はオリオールズ優勢と予想し、第1戦でデーブ・マクナリー 、第2戦でジム・パーマー が勝利投手となったが、第3戦でパイレーツのスティーブ・ブラス投手が3安打1失点の好投から一気にパイレーツが3連勝し、第6戦でブルックス・ロビンソンにサヨナラ負けしたが第7戦でマイク・クェイヤー とスティーブ・ブラスとの息詰まる投げ合いから主砲ロベルト・クレメンテの先制本塁打など2-1でオリオールズを破った。ロベルト・クレメンテが打率.414・本塁打2本・打点4の活躍で、シリーズMVPに輝いた。そしてこのシリーズがクレメンテの最後の檜舞台となった。

### カート・フラッドの闘い
2年前の1969年シーズン終了後に、カージナルスからフィリーズへの移籍を通告されて、このトレードを拒否し翌年1970年1月に訴訟を起こしたカート・フラッドは、前年8月12日に予審判決で敗れ、控訴審に上訴したがこの年4月7日の控訴審判決でも敗れ、連邦最高裁判所へ上告した。そして彼自身は1970年は1年を棒に振り、所属は既にカージナルスからフィリーズに移っていたが、1970年11月にフィリーズからセネタースへトレードされて、この年はセネタースの一員になっていた。しかし13試合に出場したのみで、結局これを最後に引退の道を選択した。上告したので最高裁での口頭弁論が翌1972年3月に行われて、6月に最終意見書が発表された。

### サチェル・ペイジの殿堂入り
ボウイ・キューンコミッショナーは、2年前の1969年に「1946年以前にニグロリーグに所属し、すでにメジャーリーグに10年以上試合出場をしていない黒人選手」の中から野球の殿堂入りに相応しい選手を選出するための特別委員会を設置した。そしてこの年にその第1回表彰選手としてサチェル・ペイジを選出した。
サチェル・ペイジは1906年(1904年とする説がある)にアラバマ州モービルの生れ。本名リロイ・ロバート・ペイジ。7歳でモービル駅のポーターとして働き、その時に両手一杯に肩から掛けるカバン(これをサッチェルという)を持って歩き、あまりに沢山のカバンを抱えるので歩く姿が顔は見えずにカバンだけが歩いているように見えるので「サッチェル」とあだ名されたという。ニグロリーグに入ってからの伝説は沢山あった。21連勝した、62イニング無失点に抑えた、或いは105試合登板して104勝した、とか。1934年のシーズンオフにメジャーリーグのカージナルス(その年ワールドシリーズ制覇)と対戦しデイジー・ディーンと投げ合い1-0で勝った。ペイジの前では快速球を誇ったデイジー・ディーンも平凡な投手に見えたという。またロジャース・ホーンスビーは5三振に打ち取られた。また1936年のシーズンオフにはボブ・フェラーにも投げ勝ち、フェラーは「自分より速いのでは」と驚いた。これを見ていたクリーブランド・インディアンスのビル・ベックGMが戦後1948年に入団契約した。この時サチェル・ペイジは42歳であった。ペイジが初めて先発登板した1948年8月13日に敵地コミスキーパークに集まった観衆は5万1,013人、1週間後に本拠地ミュニシパルスタジアムに集まった観衆は7万8,382人、どちらもホワイトソックスとの対戦でペイジはどちらも完封勝利であった。1949年にペックがインディアンスを去るとペイジも後を追い、1951年にペックがブラウンズのGMになるとペイジもセントルイス・ブラウウンズに入り3年間投げた。1965年8月25日にアスレチックスのオーナーであるフィンリーの発案で客寄せに入団契約して登板し3イニング無失点で降板した。時に59歳2か月で史上最年長のメジャーリーグ登板記録を作った。メジャーリーグのみの通算では179試合・476イニング投げて28勝31敗、奪三振290の記録だが絶頂期を過ぎた42歳からの記録で、ニグロリーグ時代に正確な記録が無いため、通算2000勝・350完封勝利・ノーヒットノーラン55回を達成したと言われている。ジョー・ディマジオが「あんな速いボールは見たことがない」と言い、ペイジをメジャーリーグに導いたビル・ベックは「もし最初からメジャーリーグにいたら、全ての投手記録を書き換えていただろう」と言っている。伝説の史上最高の投手であった。

### トニー・コニグリアロの突然の引退
この年にレッドソックスからエンゼルスに移籍したトニー・コニグリアロが極度のスランプから7月に引退した。まだ26歳の若さであった。1964年に19歳でメジャーデビューし打率.290・本塁打24本・打点52を打ってトニー・オリバと新人王を争ったコニグリアロは、早くからその長打力に注目が集まり、翌1965年には本塁打32本でアメリカンリーグの本塁打王となり、まだ20歳での史上最年少のホームランキングとなった。3年目は本塁打28本で、4年目の1967年7月にはオールスターに初出場しシーズン途中で22歳の若さで通算100本に達していた。しかし8月の試合で投球を左目の下に受けて頬骨を粉砕骨折し、しかも左目の網膜も傷ついて失明の恐れがあるとされて、病院に運ばれてその後1年間は治療に専念して戦列を離れた。再起不能との声も上がったが1969年に見事カムバックして本塁打20本・打点82を打った。そして1970年には本塁打36本・打点116を打って自己最高の成績を残した。しかし死球禍の後遺症に苦しめられて視覚障害となり、この年にエンゼルスに移ったことも災いして大スランプとなりシーズン終了を待たずに球界を離れた。その4年後の1975年に一度はレッドソックスに戻って球界復帰を目指したが21試合出場して思うようなバッティングが出来ず再び引退した。そして彼の悲運はそれで終わらなかった。1982年、37歳の時に突然心臓マヒに襲われて昏睡状態に陥り、以降8年間ベッドの上で意識が戻らず、1990年45歳で死去した。早くに通算100本の本塁打を打ち、将来を嘱望されていた選手がたった1球のデッドボールで野球人生が暗転し悲劇の主人公となってしまった。

### その他
- 選手会が労働組合としての地歩を固めていくに従い、選手の年俸が大幅に上昇した。レッドソックスのカール・ヤストレムスキーが3年契約で約50万ドル、ウイリー・メイズが2年契約で約32万ドル、カージナルスのボブ・ギブソンが1年契約で15万ドル、オリオールズのフランク・ロビンソンが1年契約で13万ドル、セネタースのフランク・ハワードが1年契約で12万ドルで、1年10万ドルを超える選手が続出した。

## 最終成績

### レギュラーシーズン
| 順     | チーム                         | 勝利   | 敗戦   | 勝率   | G差    |
| 東地区 | 東地区                         | 東地区 | 東地区 | 東地区 | 東地区 |
| ------ | ------------------------------ | ------ | ------ | ------ | ------ |
| 1      | ボルチモア・オリオールズ       | 101    | 57     | .639   | –      |
| 2      | デトロイト・タイガース         | 91     | 71     | .562   | 12.0   |
| 3      | ボストン・レッドソックス       | 85     | 77     | .525   | 18.0   |
| 4      | ニューヨーク・ヤンキース       | 82     | 80     | .506   | 21.0   |
| 5      | ワシントン・セネタース         | 63     | 96     | .396   | 38.5   |
| 6      | クリーブランド・インディアンス | 60     | 102    | .370   | 43.0   |
| 西地区 |                                |        |        |        |        |
| 1      | オークランド・アスレチックス   | 101    | 60     | .627   | –      |
| 2      | カンザスシティ・ロイヤルズ     | 85     | 76     | .528   | 16.0   |
| 3      | シカゴ・ホワイトソックス       | 79     | 83     | .488   | 22.5   |
| 4      | カリフォルニア・エンゼルス     | 76     | 86     | .469   | 25.5   |
| 5      | ミネソタ・ツインズ             | 74     | 86     | .463   | 26.5   |
| 6      | ミルウォーキー・ブルワーズ     | 69     | 92     | .429   | 32.0   |

| 順     | チーム                         | 勝利   | 敗戦   | 勝率   | G差    |
| 東地区 | 東地区                         | 東地区 | 東地区 | 東地区 | 東地区 |
| ------ | ------------------------------ | ------ | ------ | ------ | ------ |
| 1      | ピッツバーグ・パイレーツ       | 97     | 65     | .599   | –      |
| 2      | セントルイス・カージナルス     | 90     | 72     | .556   | 7.0    |
| 3      | シカゴ・カブス                 | 83     | 79     | .512   | 14.0   |
| 4      | ニューヨーク・メッツ           | 83     | 79     | .512   | 14.0   |
| 5      | モントリオール・エクスポズ     | 71     | 90     | .441   | 25.5   |
| 6      | フィラデルフィア・フィリーズ   | 67     | 95     | .414   | 30.0   |
| 西地区 |                                |        |        |        |        |
| 1      | サンフランシスコ・ジャイアンツ | 90     | 72     | .556   | –      |
| 2      | ロサンゼルス・ドジャース       | 89     | 73     | .549   | 1.0    |
| 3      | アトランタ・ブレーブス         | 82     | 80     | .506   | 8.0    |
| 4      | シンシナティ・レッズ           | 79     | 83     | .488   | 11.0   |
| 5      | ヒューストン・アストロズ       | 79     | 83     | .488   | 11.0   |
| 6      | サンディエゴ・パドレス         | 61     | 100    | .379   | 28.5   |

### オールスターゲーム
- ナショナルリーグ 4 - 6 アメリカンリーグ

MVP：フランク・ロビンソン (BAL)

### ポストシーズン
|  | リーグチャンピオンシップシリーズ | リーグチャンピオンシップシリーズ |   |  | ワールドシリーズ | ワールドシリーズ |
|  |                                  |                                  |   |  |                  |                  |
|  | アメリカンリーグ                 |                                  |   |  |                  |                  |
|  | ボルチモア・オリオールズ         | 3                                |   |  |                  |                  |
|  | オークランド・アスレチックス     | 0                                |   |  |                  |                  |
|  |                                  |                                  |   |  |                  |                  |
|  | ボルチモア・オリオールズ         | 3                                |   |  |                  |                  |
|  |                                  | ピッツバーグ・パイレーツ         | 4 |  |                  |                  |
|  | ナショナルリーグ                 |                                  |   |  |                  |                  |
|  | ピッツバーグ・パイレーツ         | 3                                |   |  |                  |                  |
|  | サンフランシスコ・ジャイアンツ   | 1                                |   |  |                  |                  |

#### リーグチャンピオンシップシリーズ
| 10/3 – | アスレチックス | 3 | - | 5 |  | オリオールズ   |
| 10/4 – | アスレチックス | 1 | - | 5 |  | オリオールズ   |
| 10/5 – | オリオールズ   | 5 | - | 3 |  | アスレチックス |

| 10/2 – | パイレーツ   | 4 | - | 5 |  | ジャイアンツ |
| 10/3 – | パイレーツ   | 9 | - | 4 |  | ジャイアンツ |
| 10/5 – | ジャイアンツ | 1 | - | 2 |  | パイレーツ   |
| 10/6 – | ジャイアンツ | 5 | - | 9 |  | パイレーツ   |

#### ワールドシリーズ
- オリオールズ 1 - 4 パイレーツ

| 10/9 –  | パイレーツ   | 3 | - | 5  |  | オリオールズ |
| 10/11 – | パイレーツ   | 3 | - | 11 |  | オリオールズ |
| 10/12 – | オリオールズ | 1 | - | 5  |  | パイレーツ   |
| 10/13 – | オリオールズ | 3 | - | 4  |  | パイレーツ   |
| 10/14 – | オリオールズ | 0 | - | 4  |  | パイレーツ   |
| 10/16 – | パイレーツ   | 2 | - | 3  |  | オリオールズ |
| 10/17 – | パイレーツ   | 2 | - | 1  |  | オリオールズ |

MVP：ロベルト・クレメンテ (PIT)

## 個人タイトル

### アメリカンリーグ
| 項目   | 選手                       | 記録 |
| ------ | -------------------------- | ---- |
| 打率   | トニー・オリバ (MIN)       | .337 |
| 本塁打 | ビル・メルトン (CWS)       | 33   |
| 打点   | ハーモン・キルブルー (MIN) | 119  |
| 得点   | ドン・ビュフォード (BAL)   | 99   |
| 安打   | シーザー・トーバー (MIN)   | 204  |
| 盗塁   | エイモス・オーティス (KC)  | 52   |

| 項目   | 選手                     | 記録 |
| ------ | ------------------------ | ---- |
| 勝利   | ミッキー・ロリッチ (DET) | 25   |
| 敗戦   | デニー・マクレイン (WS2) | 22   |
| 防御率 | ヴァイダ・ブルー (OAK)   | 1.82 |
| 奪三振 | ミッキー・ロリッチ (DET) | 308  |
| 投球回 | ミッキー・ロリッチ (DET) | 376  |
| セーブ | ケン・サンダース (MIL)   | 31   |

### ナショナルリーグ
| 項目   | 選手                         | 記録 |
| ------ | ---------------------------- | ---- |
| 打率   | ジョー・トーリ (STL)         | .363 |
| 本塁打 | ウィリー・スタージェル (PIT) | 48   |
| 打点   | ジョー・トーリ (STL)         | 137  |
| 得点   | ルー・ブロック (STL)         | 126  |
| 安打   | ジョー・トーリ (STL)         | 230  |
| 盗塁   | ルー・ブロック (STL)         | 64   |

| 項目   | 選手                             | 記録 |
| ------ | -------------------------------- | ---- |
| 勝利   | ファーガソン・ジェンキンス (CHC) | 24   |
| 敗戦   | スティーブ・アーリン (SD)        | 19   |
| 防御率 | トム・シーバー (NYM)             | 1.76 |
| 奪三振 | トム・シーバー (NYM)             | 289  |
| 投球回 | ファーガソン・ジェンキンス (CHC) | 325  |
| セーブ | デーブ・ジュスティ (PIT)         | 30   |

## 表彰

### 全米野球記者協会（BBWAA）表彰
| 表彰         | アメリカンリーグ           | ナショナルリーグ                 |
| ------------ | -------------------------- | -------------------------------- |
| MVP          | ヴァイダ・ブルー (OAK)     | ジョー・トーリ (STL)             |
| サイヤング賞 | ヴァイダ・ブルー (OAK)     | ファーガソン・ジェンキンス (CHC) |
| 最優秀新人賞 | クリス・チャンブリス (CLE) | アール・ウィリアムズ (ATL)       |

### ゴールドグラブ賞
| 守備位置 | アメリカンリーグ               | ナショナルリーグ           |
| -------- | ------------------------------ | -------------------------- |
| 投手     | ジム・カート (MIN)             | ボブ・ギブソン (STL)       |
| 捕手     | レイ・フォッシー (CLE)         | ジョニー・ベンチ (CIN)     |
| 一塁手   | ジョージ・スコット (BOS)       | ウェス・パーカー (LAD)     |
| 二塁手   | デーブ・ジョンソン (BAL)       | トミー・ヘルムズ (CIN)     |
| 三塁手   | ブルックス・ロビンソン (BAL)   | ダグ・レイダー (HOU)       |
| 遊撃手   | マーク・ベランジャー (BAL)     | バット・ハレルソン (NYM)   |
| 外野手   | カール・ヤストレムスキー (BOS) | ボビー・ボンズ (SF)        |
| 外野手   | ポール・ブレアー (BAL)         | ロベルト・クレメンテ (PIT) |
| 外野手   | エイモス・オーティス (KC)      | ウィリー・デービス (LAD)   |

### その他表彰
| 表彰               | アメリカンリーグ           | ナショナルリーグ           |
| ------------------ | -------------------------- | -------------------------- |
| カムバック賞       | ノーム・キャッシュ (DET)   | アル・ダウニング (LAD)     |
| 最優秀救援投手賞   | ケン・サンダース (MIL)     | デーブ・ジュスティ (PIT)   |
| コミッショナー賞   | -                          | ウィリー・メイズ (SF)      |
| ハッチ賞           | -                          | ジョー・トーリ (STL)       |
| ルー・ゲーリッグ賞 | ハーモン・キルブルー (MIN) | -                          |
| ベーブ・ルース賞   | -                          | ロベルト・クレメンテ (PIT) |

### アメリカ野球殿堂入り表彰者
ベテランズ委員会選出
- デイブ・バンクロフト
- ジェイク・ベックリー
- チック・ヘイフィー
- ハリー・フーパー
- ジョー・ケリー
- ルーブ・マーカード
- ジョージ・ワイス（発展貢献者）

ニグロリーグ委員会選出
- サチェル・ペイジ